# Dirk Anton George Bruggeman
Dirk Anton George Bruggeman (13 januari 1888 in Heerenveen, Nederland - 26 mei 1945 in Wickrathberg, Mönchengladbach, Duitsland) was een natuurkundige.

## Leven
Dirk Anton George Bruggeman promoveerde in 1930 aan de Universiteit Utrecht met zijn onderzoek Elastizitätskonstanten von Kristallaggregaten. Hij werd hierbij begeleid door hoogleraar Hendrik Anthony Kramers. Hij stierf in 1945 in krijgsgevangenkamp in Wickrathberg.

## Natuurkunde
Dirk Anton George Bruggeman ontwikkelde nieuwe formules voor het berekenen van de diëlektrische, magnetische en optische eigenschappen van heterogene materialen. Deze formules, het zogenaamde Bruggeman-model, worden gebruikt in de effectieve-mediumtheorie (EMT). De formules van Bruggeman worden overal gebruikt om de gewenste eigenschappen te verbeteren door verschillende stoffen te combineren. Een voorbeeld hiervan is de fabricage van zonnepanelen met een zo hoog mogelijk rendement en lage reflectie. 

### Voorbeeld van het Bruggeman-Model
In het geval van bolvormige insluitsels van n verschillende materialen met de volumedelen {\displaystyle \delta _{i}} en de permittiviteiten {\displaystyle \sigma _{i}} en de effectieve permittiviteit de Bruggeman-formule luidt: 
{\displaystyle \sum _{i=1}^{n}\,\delta _{i}\,{\frac {\sigma _{i}-\sigma _{e}}{\sigma _{i}+2\sigma _{e}}}\,=\,0\,\,\,\,\,\,\,\,\,\,\,\,\,\,\,\,\,\,\,\,}
Waarbij geldt:
{\displaystyle \sum _{i=1}^{n}\,\delta _{i}\,=\,1\,\,\,\,\,\,\,\,\,\,\,\,\,\,\,\,\,\,\,\,}